# Magical Girl Lyrical Nanoha ViVid
Magical Girl Lyrical Nanoha ViVid (jap. 魔法少女リリカルなのはViVid Mahō Shōjo Ririkaru Nanoha Vividdo) – manga autorstwa Masaki Tsuzuki, z ilustracjami Takuyi Fujimy. Jest czwartą częścią serii Nanoha wraz z Force. Manga publikowana jest przez wydawnictwo Kadokawa Shoten w magazynie Comp Ace od 26 maja 2009 roku. 3 kwietnia 2015 roku będzie miała swoją premierę adaptacja anime. Spin-off serialu, pt. ViVid Strike!, został wyprodukowany przez studio Seven Arcs, był emitowany od 1 października do 17 grudnia 2016 roku.
Historia rozgrywa się cztery lata po wydarzeniach z Magical Girl Lyrical Nanoha StrikerS i skupia się na jednej z jej bohaterek – Vivio Takamachi.

## Fabuła
Akcja dzieje się cztery lata po serii StrikerS, Sixth Mobile Division został rozwiązany. Nanoha Takamachi wzięła urlop, aby móc wychować swoją przybraną córkę Vivio Takamachi. Vivio, po rozpoczęciu czwartej klasy szkoły podstawowej, otrzymuje ostatecznie własne urządzenie, Sacred Heart (jap. セイクリッド・ハート Seikuriddo Hāto). Spotyka ona później dziewczynkę o imieniu Einhard Stratos, która podobnie jak Vivio, jest potomkiem władcy z epoki Sankt Kaiser. Wspólnie Vivio, Einhart i ich przyjaciele rozpoczynają turniej sztuk walki, aby udowodnić, który z ich stylów walki jest najsilniejszy.

## Obsada
Lista dubbingowanych postaci:
- Kaori Mizuhashi – Vivio Takamachi
- Mamiko Noto – Einhart Stratos
- Nana Mizuki – Fate T. Harlaown
- Yukari Tamura – Nanoha Takamachi
- Eri Kitamura – Rio Wesley
- Misato Fukuen – Corona Timil

## Muzyka
Opening
- „Angel Blossom”, Nana Mizuki

Ending
- „Pleasure treasure”, Yukari Tamura